# Albert Camus

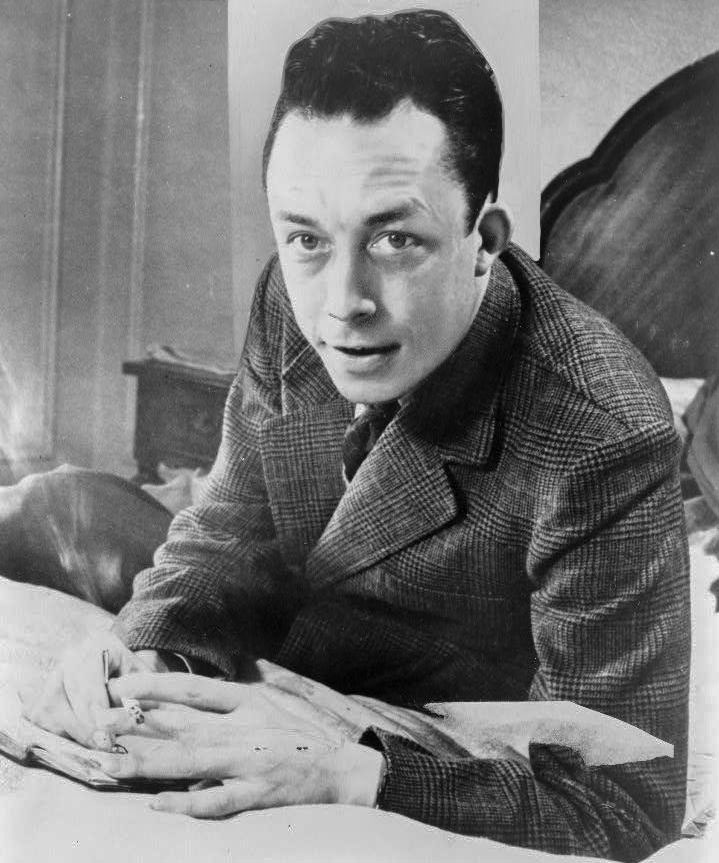
Albert Camus (1957)

Albert Camus [alˈbɛ(ː)ʁ kaˈmy] (* 7. November 1913 in Mondovi, Französisch-Nordafrika, heute Dréan, Algerien; † 4. Januar 1960 nahe Villeblevin, Frankreich) war ein französischer Schriftsteller, Philosoph und Religionskritiker. 1957 erhielt er für sein publizistisches Gesamtwerk den Nobelpreis für Literatur. Camus gilt als einer der bekanntesten und bedeutendsten französischen Autoren des 20. Jahrhunderts.

## Leben

### Kindheit und Jugend
Albert Camus stammte aus einer Familie, die seit 1871 in Algerien ansässig war. Er hatte französische Wurzeln väterlicherseits und spanische mütterlicherseits. Sein Geburtsort war ein Weingut in der Siedlung Saint-Paul (arabisch Chebaita Mokhtar) 8 km vom Zentrum der Stadt Mondovi entfernt. Dorthin war Lucien Camus, sein Vater, ein ungelernter Fuhrmann, kurz vor der Geburt Alberts von seiner im Weinanbau tätigen Firma aus Algier geschickt worden, um als Kellermeister zu arbeiten.

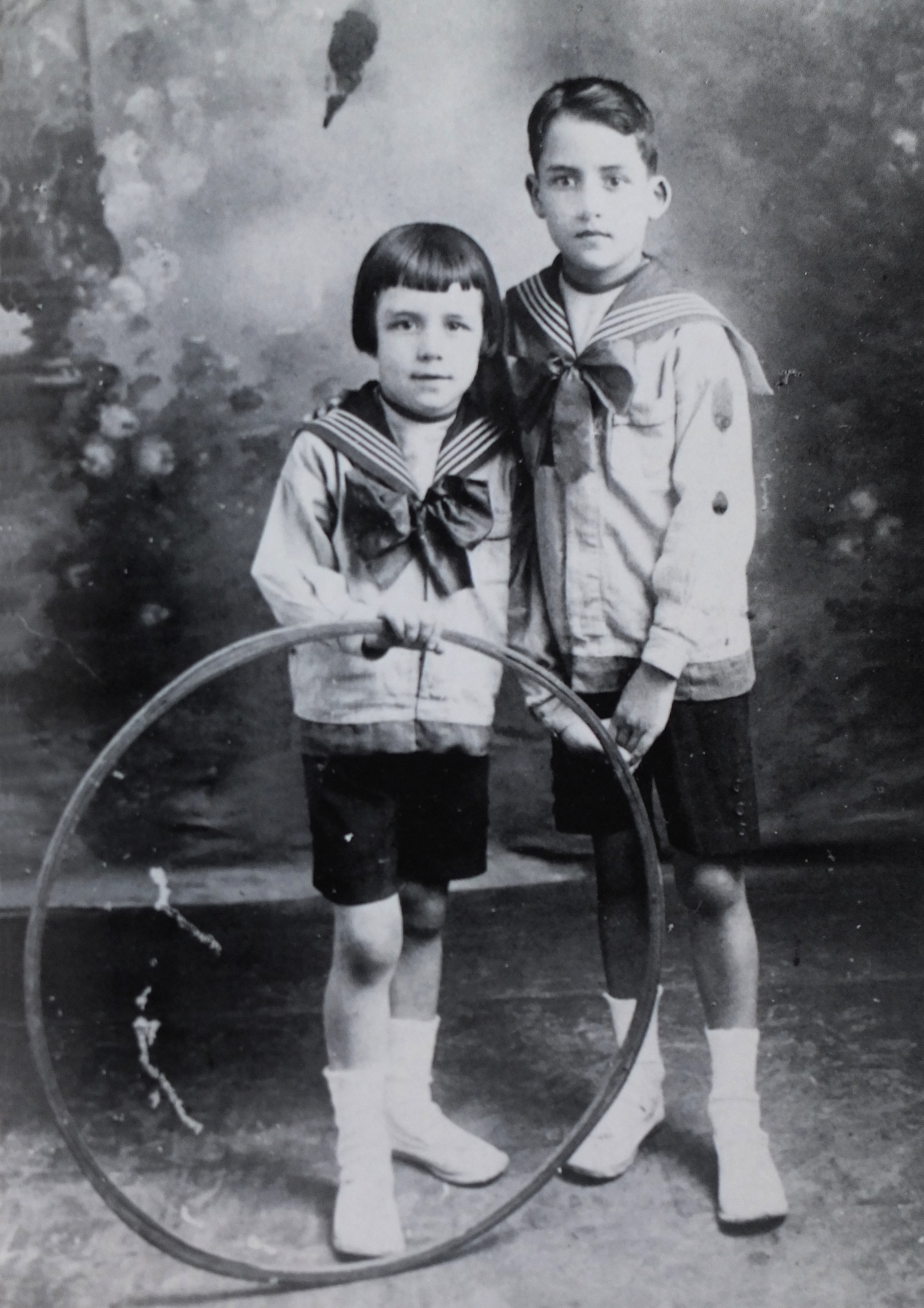
Albert Camus und sein älterer Bruder Lucien (um 1920)

Zu Beginn des Ersten Weltkrieges wurde er zur französischen Armee eingezogen und in der Schlacht an der Marne 1914 verwundet. Im Oktober desselben Jahres starb er in einem Lazarett in Saint-Brieuc in der Bretagne. Daraufhin zog seine Ehefrau mit ihren beiden Söhnen, Albert und dem älteren Lucien, zu ihrer verwitweten Mutter in das Kleine-Leute-Viertel Belcourt in Algier. Dort trug sie zusammen mit ihrem unverheirateten sprachbehinderten Bruder, einem Böttchergesellen, zuerst als Fabrikarbeiterin, später als Reinigungskraft zum Unterhalt der Familie bei, die unter der strengen Obhut der Großmutter stand.
Im Jahr 1924 erhielt Albert Camus’ Grundschullehrer von der Mutter und der Großmutter die Erlaubnis, den begabten Jungen auf die Aufnahmeprüfung des Gymnasiums vorzubereiten. Camus bestand die Prüfung und pendelte fortan zwischen der ärmlichen Welt von Belcourt und dem bürgerlichen Milieu der Schule, wo er seine Herkunft vor den Klassenkameraden verbarg, denn er schämte sich seiner Mutter, die nicht nur Analphabetin, sondern auch leicht hör- und sprachbehindert war. Um seinen Status in der Klasse zu verbessern, trieb er Sport und wurde Torwart beim Fußballverein Racing Universitaire d’Alger.
Nach dem ersten Teil des Baccalauréats erkrankte Camus 1930 an Tuberkulose und wurde mehrere Monate in einem Sanatorium in Südfrankreich behandelt. Nach seiner Rückkehr nach Algerien wurde er von einer kinderlosen Tante mütterlicherseits und deren Mann, einem wohlhabenden literarisch interessierten Metzgermeister, aufgenommen. Seine Mutter sah er nur noch selten.
1932 legte Camus den zweiten Teil der Baccalauréat-Prüfungen ab. Sein Traum war der Besuch der École normale supérieure, der französischen Elitehochschule für Lehramtsfächer in Paris, doch gab es in Algerien keine Vorbereitungsklassen für die Zugangsprüfung.

### Ehe, Studium und erste politische Aktivitäten

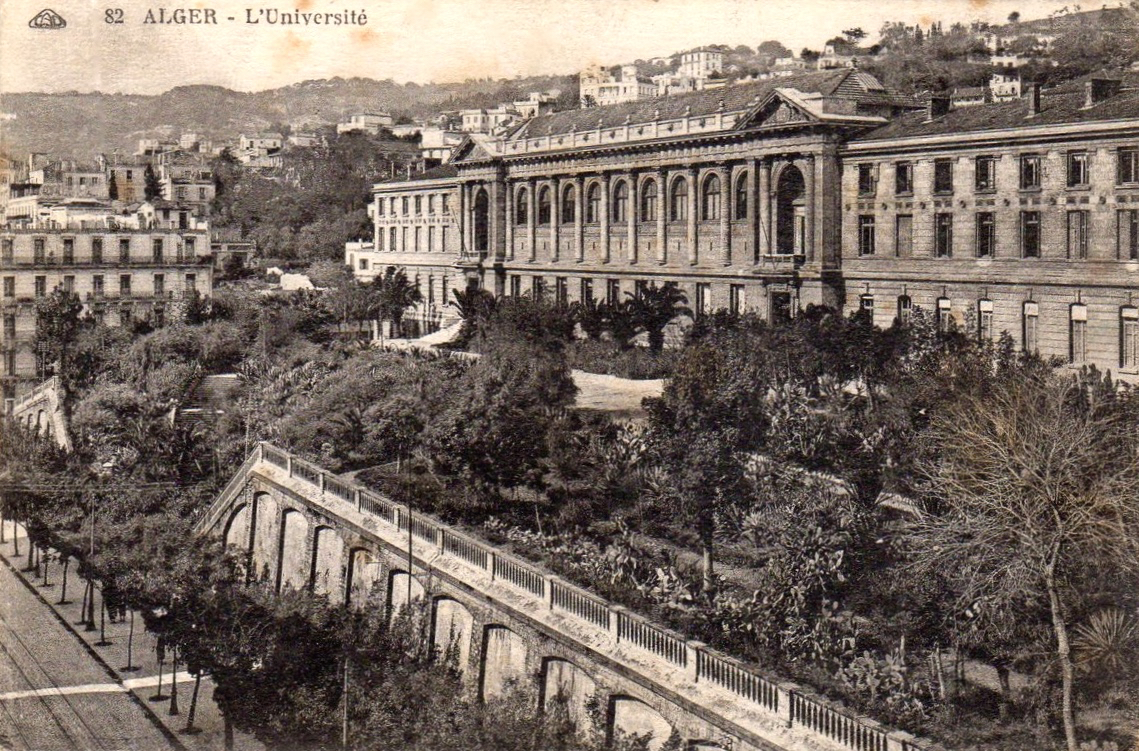
Universität Algier (1920)

Albert Camus begann ein Studium der Philosophie an der Universität Algier, wo er mit dem jungen Professor Jean Grenier Freundschaft schloss. 1932, kurz nach Beginn seines Studiums, lernte er auf einer Soirée bei seinem Freund Max-Pol Fouchet dessen Verlobte Simone Hié (1914–1970) kennen. Sie heirateten am 16. Juni 1934. Hié stammte aus der französisch-algerischen Oberschicht, war wie Camus an der Universität Algier eingeschrieben und pflegte das Bild einer intellektuellen Femme fatale.
Im Jahr 1935, nach der Bildung der Volksfront, eines antifaschistischen Bündnisses der französischen Linken und gemäßigt linken Parteien (Kommunisten und Sozialisten sowie der Radikalen Partei), politisierte sich Camus wie viele andere junge Intellektuelle und wurde Mitglied der kommunistischen Partei, die in Algerien, obwohl es offiziell Teil Frankreichs war, eine eigene Organisation aufzubauen versuchte. Die Partei setzte Camus ein, um unter der muslimischen Bevölkerung der Stadt antikolonialistische prokommunistische Propaganda zu betreiben und Mitglieder zu werben. Letzteres erwies sich als nahezu unmöglich, da der marxistische Atheismus die meisten Muslime abstieß. Immerhin erhielt Camus Einblick in die sozialen und psychologischen Probleme der damals etwa 8 Millionen arabisch- und berbersprachigen „Eingeborenen“ (indigènes), die von etwa 800.000 Algerienfranzosen, d. h. den Nachkommen französischer, spanischer und italienischer Einwanderer sowie französisierter Juden, beherrscht wurden.
Als im Frühsommer 1936 die Volksfront die Parlamentswahlen gewann und in ganz Frankreich neue kulturelle Einrichtungen geschaffen wurden, um das Bildungsniveau der Arbeiter zu heben, gründete Camus mit anderen Linken in Algier ein Théâtre du travail (dt. „Theater der Arbeit“), für das er sein erstes Stück, Révolte dans les Asturies, verfasste und einstudierte. Es handelte von einem Streik spanischer Bergarbeiter im Jahr 1934 und wurde bereits vor der ersten Aufführung von den Behörden verboten. Nebenbei absolvierte Camus, der inzwischen dem Schauspielensemble von Radio Algier angehörte, das Diplôme d'études supérieures mit einer Examensarbeit über die antiken nordafrikanischen Philosophen Plotin und Augustinus von Hippo.
Mit dem Abschluss dieser Arbeit im Jahr 1936 begann Camus’ Entfremdung von Simone Hié, die morphiumsüchtig war und ein ausschweifendes Leben mit häufig wechselnden Liebhabern führte, während Camus sich dem Schreiben widmen wollte. Er verließ die gemeinsame Wohnung und zog zu Freunden in die „Maison Fichu“, ein malerisch auf einer Anhöhe von Algier gelegenes Haus.
Um seine Ehe zu retten, unternahm das Paar eine Europareise. Besonders in Prag hielt es sich längere Zeit auf, da Camus sich sehr für Franz Kafka interessierte. In Salzburg entdeckte er, dass seine Frau eine Liebesbeziehung zu ihrem Arzt unterhielt, der sie mit Drogen versorgte. Camus trennte sich endgültig von ihr und zog zu seinem Bruder, Lucien, während Hié ins Haus ihrer Mutter zurückkehrte. Bis an sein Lebensende unterstützte Camus Simone Hié finanziell und blieb mit ihr in Verbindung.
Bei der Rückkehr nach Algier traf Camus auf eine Parteiführung, die auf Moskaus Anweisung hin jegliche antikolonialistische Propaganda eingestellt hatte, weil diese die Verteidigungskraft Frankreichs gegenüber dem erstarkenden Deutschland (Aufrüstung der Wehrmacht), das Stalin fürchtete, hätte schwächen können. Camus, dem die soziale und politische Gleichberechtigung der Araber am Herzen lag, war empört und wollte die alte Agitation fortsetzen. Für sein eigenmächtiges Handeln wurde er mit dem Parteiausschluss bestraft. Ebenso enttäuscht war er 1937 über das Scheitern eines Gesetzesvorhabens in der französischen Nationalversammlung (Assemblée nationale), wonach zumindest die autochthone Elite Algeriens das volle französische Bürgerrecht erhalten sollte. Ein weiterer persönlicher Schlag war, dass er wegen seiner Tuberkulose nicht zu den Prüfungen (Concours) für die Agrégation zugelassen wurde und sich somit von einer Einstellung als beamteter Gymnasiallehrer ausgeschlossen sah.

### Beginn der Autorentätigkeit
In seiner Enttäuschung begann Camus einen ersten Roman über einen tuberkulosekranken jungen Mann, der einen reichen „Krüppel“ ermordet und bestiehlt, um dann selbst zu sterben: La Mort heureuse. Dieses ihm vielleicht zu persönlich und unreif scheinende Werk stellte er nicht fertig. Vielmehr benutzte er es von 1938 an als Material für L’Étranger, einen politisch motivierten Roman über einen durchschnittlichen jungen Algerienfranzosen namens Meursault. Dieser erschießt zufällig einen jungen Araber, von dem er sich bedroht fühlte, will für sein Vergehen jedoch einstehen und wird so zum Sündenbock, an dem die Justiz zunächst zögernd, dann mit voller Härte ein Exempel statuiert.
Obwohl Camus nur von einem Hilfsjob im meteorologischen Institut von Algier lebte, schlug er 1938 einen Posten als angestellter Lehrer in einer algerischen Kleinstadt aus, vielleicht auch deshalb, weil er sich gerade mit seiner späteren zweiten Frau liiert hatte, der Studentin und späteren Mathematiklehrerin Francine Faure.
Über seinen Freund Pascal Pia erhielt Camus eine Stelle als Reporter bei der neuen linken Zeitung Alger républicain. Einer seiner Arbeitsschwerpunkte wurden Gerichtsreportagen, besonders von Prozessen gegen Araber und Berber, die in einer von den Algerienfranzosen dominierten Justiz oft die volle Härte des Gesetzes zu spüren bekamen. Nebenher verfasste Camus eine erste Version seines ersten eigenen Bühnenstücks, des Dramas Caligula über die Sinnsuche eines jungen Mannes.
In dieser Phase existentieller Enttäuschungen, aber auch mancher Lichtblicke begann Camus den philosophischen Essay Le Mythe de Sisyphe, in dem er das menschliche Dasein als fundamental absurd, aber dennoch lebenswert, ja glücklich darstellt. Im Sommer 1939 schrieb er eine Serie von anklagenden Artikeln über eine Hungersnot im Hinterland von Algier, gegen die die Behörden seines Erachtens nichts unternahmen, weil dort ja nur Berber verhungerten.
Als im September 1939 der Zweite Weltkrieg ausbrach und die Zensur eingeführt wurde, lagen Camus und seine Zeitung ständig im Streit mit den Behörden. Anfang 1940 stellte Alger républicain ihr Erscheinen ein. Camus musste sich, nachdem er von seiner ersten Frau geschieden worden und Francine Faure am 3. Dezember 1940 in Lyon geheiratet hatte, von dieser ernähren lassen. Da ihm dies schwer erträglich schien, ging er nach Paris – ohne, wie oft behauptet wird, aus Algerien ausgewiesen worden zu sein, nachdem er dort, wiederum mit Hilfe seines Freundes Pia, eine Stelle als Reporter bei der Tageszeitung Paris-Soir erhalten hatte.

### Kriegszeit
Unmittelbar vor Beginn des deutschen Angriffs auf Frankreich am 10. Mai 1940 beendete Camus seinen Roman L’Étranger, den er mit zusätzlichen Themen, insbesondere den Lehren des Sisyphe, angereichert hatte, die die ursprüngliche politische Intention des Buches überlagerten. Kurz bevor die deutschen Truppen in Paris einmarschierten, flüchtete Camus mit der Redaktion seiner Zeitung nach Clermont-Ferrand und bald weiter nach Lyon, wo er den Waffenstillstand am 22. Juni und die Anfänge des neuen État français unter Marschall Pétain erlebte.
In der Folgezeit führte er ein unstetes Leben zwischen Frankreich und Algerien, schrieb dennoch fleißig und beendete im Winter 1941/42 in Oran, dem Heimatort seiner Frau, wo er eine Lehrerstelle erhalten hatte, Le Mythe de Sisyphe. Der Essay, der die Überwindung der Sinnlosigkeit der eigenen Existenz durch trotziges Akzeptieren ihrer Tragik und durch Pflichterfüllung zu propagieren scheint, traf bei seiner Publikation im Oktober offenbar die Stimmung im besetzten Frankreich. Denn hier neigte man dazu, die gerade erlittene Niederlage gegen Deutschland durch eine Flucht ins Alltagsleben zu kompensieren. Camus avancierte zum bekannten Schriftsteller, zumal auch der im Juni endlich veröffentlichte Étranger gut aufgenommen wurde, der jedoch nicht mehr als ein politisch motivierte Erzählung über Algerien, sondern vor allem als Meditation über den Sinn der menschlichen Existenz gesehen wurde.
Ende 1942 weilte Camus abermals zu einer Kur in Südfrankreich und konnte nicht nach Oran zurückfahren, nachdem Algerien von britischen und US-amerikanischen Truppen eingenommen worden war und Deutschland am 11. November auch den bisher unbesetzten Süden Frankreichs, die zone libre, seiner direkten Kontrolle unterstellt hatte. Er reiste nach Paris, wo er bei seinem Verlag, Gallimard, eine Stelle als Lektor annahm und nunmehr hautnah die Verhältnisse im besetzten Frankreich miterlebte, wo sich nach der Niederlage der deutschen Truppen in Stalingrad die Stimmung allmählich aufhellte. In diesem Umfeld begann er die Arbeit an dem Roman La Peste (Die Pest), der ebenso seine persönliche Situation, d. h. das Getrenntsein von seiner Frau, und seinen Willen, sich politisch zu engagieren, widerspiegelt wie die allgemeine Lage im Land, dessen Menschen meist noch willig oder gleichmütig mit dem Pétain-Regime und den Besatzern kollaborierten, teils aber schon, wie bald auch Camus selbst, sich der Widerstandsbewegung anschlossen, der Résistance. Das Buch erschien erst 1947, wurde jedoch ein großer Erfolg, weil es als ein Hohes Lied der Pflichterfüllung offenbar insbesondere französischen Männern die letzten Kriegsjahre zu verklären half, in denen fast alle von ihnen aktive oder heimliche Widerständler gewesen sein sollten. Camus lernte in der Widerstandsgruppe Combat auch René Leynaud kennen, zu dessen 1947 bei Gallimard herausgegebenen Gedichten er das Vorwort verfasste.
Im Jahr 1943 schrieb Camus das Theaterstück Le Malentendu und begann seine Mitarbeit an dem im Untergrund erscheinenden Blatt Combat, dessen Chefredakteur er nach der Befreiung Frankreichs 1944 wurde. Trotz seines Wirkens als Widerständler setzte er sich mit seinen Lettres à un ami allemand (1945) für die deutsch-französische Versöhnung ein.
Im Juni 1944 begegnete er in Paris der spanischen Schauspielerin Maria Casarès und verliebte sich in sie. Camus wohnte zu dieser Zeit zur Untermiete in André Gides Wohnung in der Rue Vaneau. Über seine Beziehung zu Casarès und ihren intensiven Briefwechsel erschien 2021 ein mehr als 1500 Seiten umfassendes Buch.
In dieser Zeit nannte Camus Herman Melville in einem Brief an Liselotte Dieckmann ausdrücklich als eines seiner wichtigsten Vorbilder.

### Nachkriegszeit

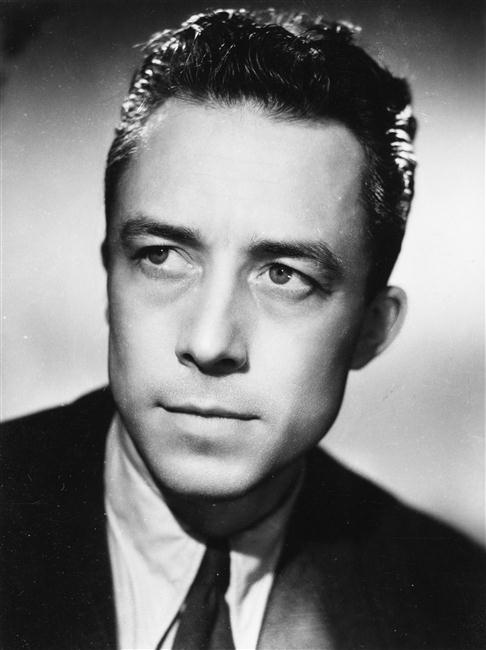
Albert Camus (1945)

Nach der Befreiung Frankreichs kam Francine, Camus’ Frau, von Algier nach Paris, um bei ihm zu bleiben. Im September 1945 brachte sie Zwillinge, Catherine und Jean, zur Welt, wurde jedoch in den folgenden Jahren depressiv und unternahm zwei Suizidversuche. Am 6. Juni 1948 begegnete Camus auf dem Boulevard Saint-Germain erneut Maria Casarès, die sich während der ersten Nachkriegsjahre zurückgezogen hatte, und setzte seine Liebesbeziehung zu ihr fort.
In den Nachkriegsjahren war Camus wie Jean-Paul Sartre, mit dem ihn eine kurze Zeit lang ein freundschaftliches Verhältnis verband, einer der Vordenker des Existentialismus. Sein bekanntestes philosophisches Werk aus dieser Zeit ist die Essay-Sammlung L’Homme révolté (1947–1951), die ihm neben viel Beifall auch Polemik eintrug, nicht zuletzt von Sartre, der ihm den Verrat linker Ideale vorwarf.
Weniger erfolgreich waren seine politischen Werke aus diesen Jahren: L’État de siège (1948) und das im zaristischen Russland spielende Les Justes (1949), das anhand des 1905 von Iwan Kaljajew verübten Attentats auf den Großfürsten Sergei Alexandrowitsch Romanow die immer wieder aktuelle Problematik politisch motivierter Attentate behandelt, deren Sinnhaftigkeit Camus in Frage stellt, aber nicht völlig verneint.
Ähnlich wie Sartre begnügte Camus sich nicht mit einer Literatenrolle, sondern versuchte darüber hinaus journalistisch in die Politik hineinzuwirken als ein humanitärer, gemäßigt linker Pazifist, der insbesondere die Unnachgiebigkeit der französischen Kolonialpolitik und die Grausamkeit der Kolonialtruppen brandmarkt. Seine Zeitschriftenartikel gab er ab 1950 regelmäßig auch in Sammelbänden mit dem Titel Actuelles heraus. Camus stand dem Anarchismus und Anarchosyndikalismus nah.
Da er bemüht war, über den politischen Parteien zu stehen, geriet er oft zwischen die Fronten. So scheiterten 1956 seine Vermittlungsversuche bei den sich langsam zum Krieg entwickelnden Unruhen in Algerien, denn sein Plädoyer für eine bürgerrechtliche Gleichstellung der Araber erschien den meisten Franzosen als zu radikal, wohingegen seine Vorstellung von einem am Ende doch französischen Algerien für die meisten autochthonen Algerier inakzeptabel war.
Sein belletristisches Schaffen war in diesen Jahren weniger intensiv, zumal ihn seine Tuberkulose häufig an der Arbeit hinderte. Immerhin kamen 1956 der kurze Roman La Chute und 1957 ein Sammelband von meist in Algerien spielenden Erzählungen, L’Exil et le Royaume, heraus.
1957 erhielt Camus den Literaturnobelpreis „für seine bedeutungsvolle Verfasserschaft, die mit scharfsichtigem Ernst menschliche Gewissensprobleme in unserer Zeit beleuchtet“. 1959 wurde er in die American Academy of Arts and Sciences gewählt.

### Tod

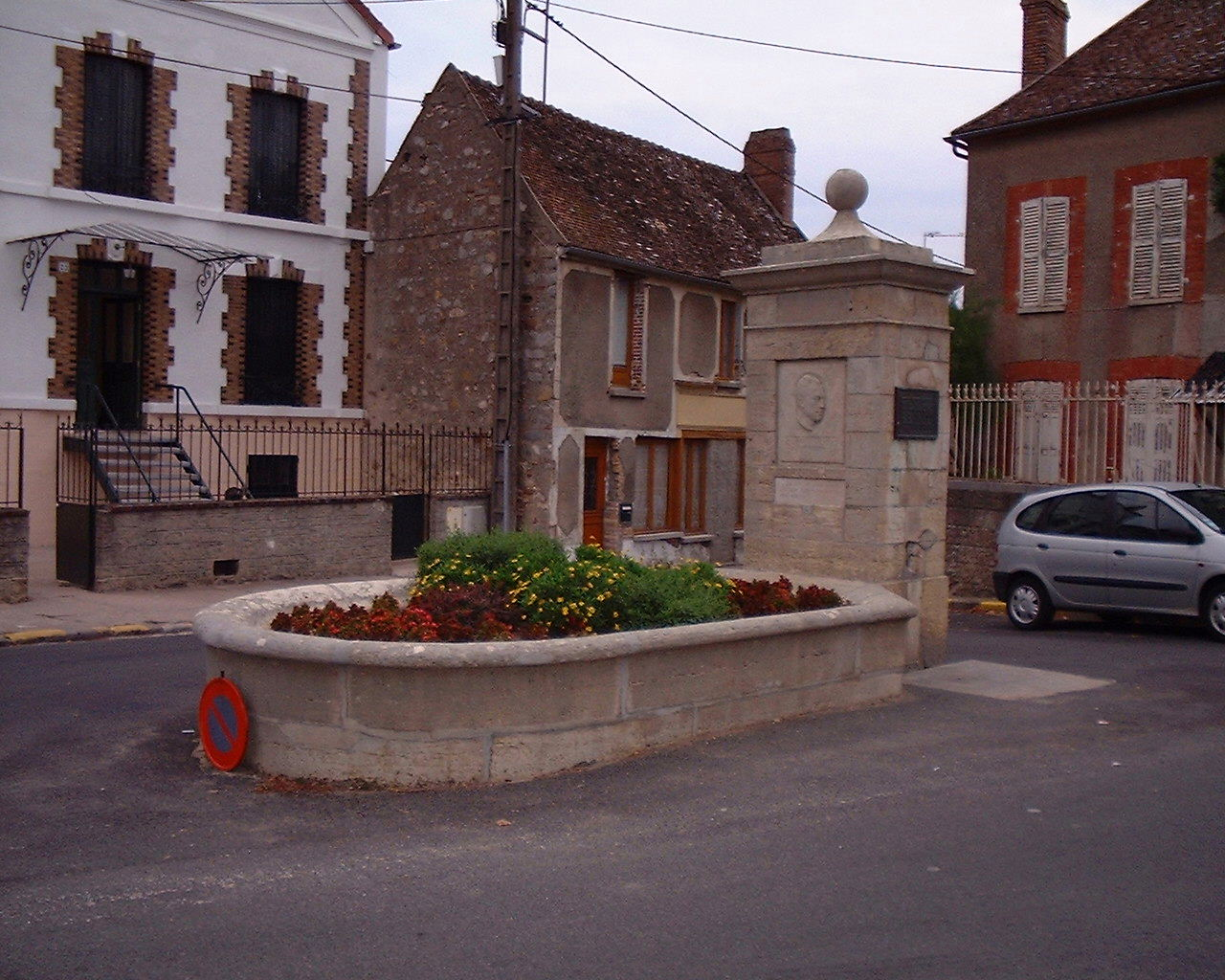
Denkmal zu Ehren von Albert Camus in Villeblevin

Am Nachmittag des 4. Januar 1960 starb Camus bei einem Autounfall als Beifahrer auf der Fahrt von Lourmarin nach Paris in der Nähe von Villeblevin. Der von seinem besten Freund, Michel Gallimard, einem Neffen von Camus’ Verleger, gelenkte Facel Vega FV geriet ins Schleudern, da ein Hinterreifen platzte, streifte einen Baum und prallte 13 Meter weiter mit der rechten Seite gegen eine Platane. Camus war sofort tot, Gallimard starb am 9. Januar 1960 in einem Krankenhaus an seinen Verletzungen. Die Insassen im Fond dagegen, Michel Gallimards Frau Janine und ihre Tochter Anne, überlebten beinahe unverletzt. Am geplatzten Reifen wurden an der Innenseite erhebliche Beschädigungen festgestellt.
Bis zuletzt hatte Camus an Le Premier Homme gearbeitet, einem autobiografischen Roman über seine Kindheit und frühe Jugend als Sohn eines ihm nur vom Hörensagen schemenhaft bekannten Vaters. Das Fragment erschien postum 1994.

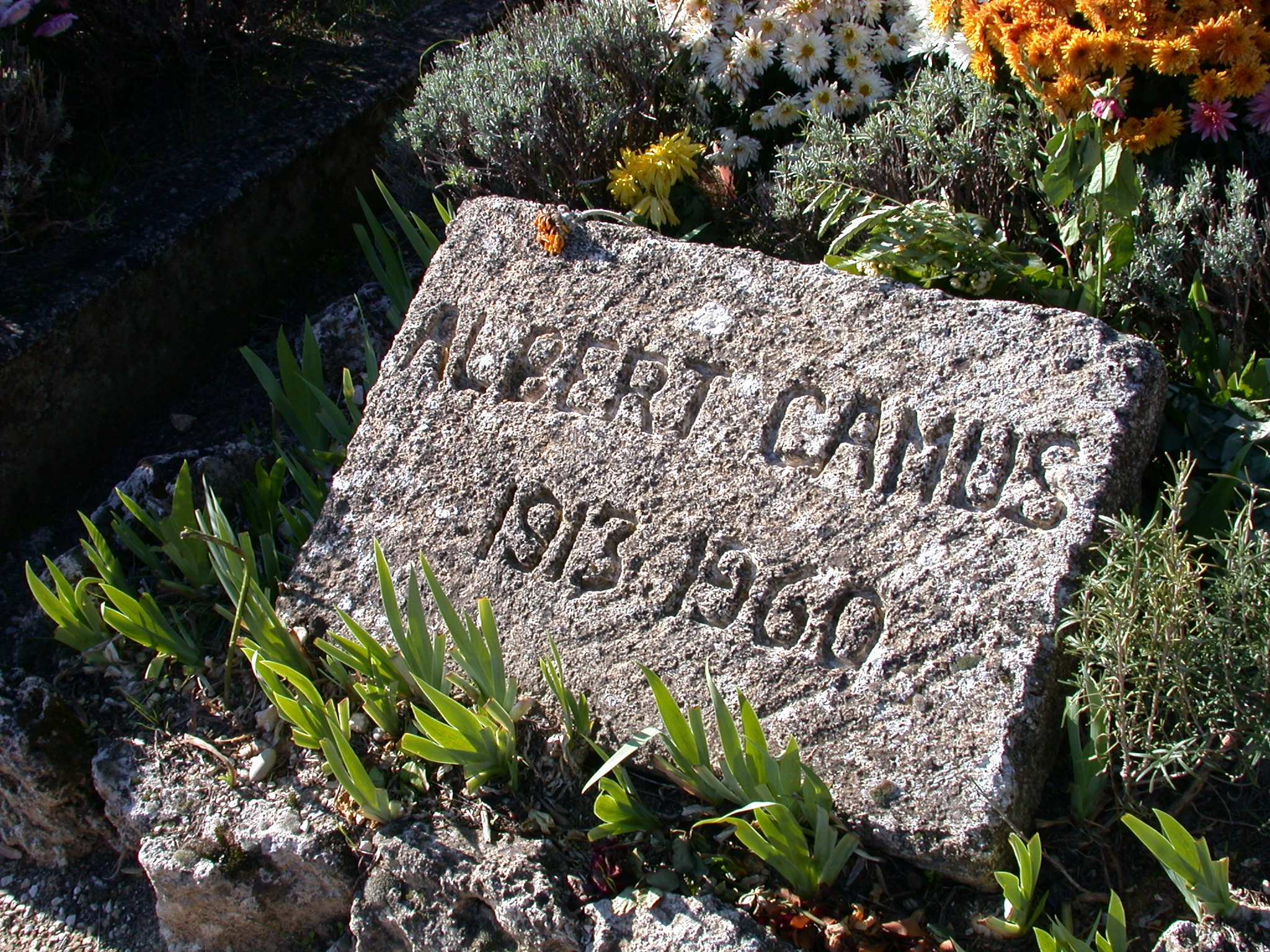
Camus’ Grabstein in Lourmarin, Département Vaucluse

Über Camus’ Tod wurde infolge des 2013 erschienenen Buches Camus deve morire von Giovanni Catelli spekuliert, an dem Fahrzeug Gallimards seien im Auftrag des früheren sowjetischen Außenministers Dmitri Schepilow Manipulationen vorgenommen worden. Catelli beruft sich auf Auszüge aus dem Tagebuch des tschechischen Dichters Jan Zábrana, der dies von einem Informanten erfahren haben will. Als Catellis Buch 2023 unter dem Titel Camus muss sterben auf Deutsch erschien, nahmen die Spekulationen um den Tod Camus’ erneut Fahrt auf.
Camus wurde auf dem Friedhof von Lourmarin beigesetzt.

## Philosophie

### Klassifizierung von Camus’ Philosophie
Albert Camus, der in Deutschland eher als Philosoph denn als Literat bekannt ist, zählte sich selbst nicht zu den Vertretern des Existentialismus. Insbesondere seine frühen Werke stehen dieser philosophischen Strömung jedoch sehr nahe. So würdigte Jean-Paul Sartre seinen Roman Der Fremde (1942) als wichtiges Werk des Existentialismus. Jedoch teilt Camus nicht die für den Existentialismus typische Grundannahme, dass die Existenz der Essenz vorausgeht („Zwei gewöhnliche Irrtümer: die Existenz geht der Essenz voraus oder die Essenz der Existenz. Sie gehen und erheben sich beide im gleichen Schritt.“).
Das philosophische Werk von Camus besitzt jedoch auch einen eigenständigen Charakter. Die Camus’sche Philosophie wird daher in Abgrenzung vom Existentialismus oft als „Philosophie des Absurden“ bezeichnet. Dies erscheint gerechtfertigt, da insbesondere Camus’ Sicht der Revolte von der existentialistischen Philosophie abweicht, was schließlich auch zum Bruch mit Sartre führte.
Die beiden philosophischen Hauptwerke von Camus sind die Essays Der Mythos des Sisyphos (Le Mythe de Sisyphe, 1942) und Der Mensch in der Revolte (L’Homme révolté, 1951). Daneben bringt Camus seine Philosophie auch in seinen Romanen und Bühnenstücken zum Ausdruck.

### Das Absurde
Im Zentrum der Philosophie von Camus steht das Absurde. Das Absurde entsteht aus der Gegenüberstellung der berechtigten Sinnsuche des Menschen und der Sinnlosigkeit der Welt.
Dem Leid und dem Elend in der Welt sei kein Sinn abzugewinnen. Das Leid bleibt für ihn nicht nur sinnlos, es bleibt auch unerklärbar. Wäre Camus’ „Mensch“ nicht Agnostiker, sondern den christlichen Religionen verbunden, könnte man hinter diesem theoretischen Ansatz das Problem der Theodizee vermuten, das die Frage danach, wie ein „liebender Gott“ mit dem Leid der Welt in Einklang zu bringen ist, sinnvoll aufzulösen versucht. Nach Camus fühle „der Mensch“, wie fremd ihm alles sei, und erkenne dabei die Sinnlosigkeit der Welt; so stürze er im Verlaufe seines Strebens nach Sinn in tiefste existentielle Krisen. Das Absurde mache vor niemandem halt:

„Das Absurde kann jeden beliebigen Menschen an jeder beliebigen Straßenecke anspringen. Es ist in seiner trostlosen Nacktheit, in seinem glanzlosen Licht schwer zu fassen. […] Manchmal stürzen die Kulissen ein. Aufstehen, Straßenbahn, vier Stunden Büro oder Fabrik, Essen, Straßenbahn, vier Stunden Arbeit, Essen, Schlafen, Montag, Dienstag, Mittwoch, Donnerstag, Freitag, Samstag, immer derselbe, das meiste ein bequemer Weg. Eines Tages aber stellt sich die Frage nach dem ,Warum‘ und mit diesem Überdruss, in den sich Erstaunen mischt, fängt alles an.“

Für Camus besteht das Absurde im Erkennen der Tatsache, dass das menschliche Streben nach Sinn in einer sinnleeren Welt notwendigerweise vergeblich, aber nicht ohne Hoffnung bleiben muss. Um nicht verzweifelt zu resignieren oder in Passivität zu verfallen, propagiert Camus im Sinne des Existentialismus und in Anlehnung an Friedrich Nietzsche den aktiven, auf sich allein gestellten Menschen, der unabhängig von einem Gott und dessen Gnade selbstbestimmt ein Bewusstsein neuer Möglichkeiten der Schicksalsüberwindung, der Auflehnung, des Widerspruchs und der inneren Revolte entwickelt.

### Der Tod als absolutes Ende und unausweichliche Fatalität
Der Tod ist für Camus zum einen ein absolutes Ende, das wie das Leben keinen Sinn hat. Der Tod ist die einzige Fatalität, die schon vorgegeben ist und der man nicht entrinnen kann. Der Tod ist für Camus auch ein endgültiges Ende: All die sinnlosen Taten und Auflehnungen gegen das Absurde werden durch den Tod ein für alle Mal besiegelt. Der Tod ist für die Menschen bei Camus ein krönender Abschluss eines absurden Lebens.
Der Tod ist für Camus (vielleicht) eine unausweichliche Fatalität, aber keinesfalls das Ende bzw. der Endpunkt des absurden Lebens; vielmehr ist der Tod bzw. der Suizid die Umkehrung des Absurden, vor dem die Augen verschlossen werden. Es ist auch absurd, vor dem Absurden fliehen zu wollen. Die Möglichkeit, trotz der Absurdität des Daseins – Unvereinbarkeit von Mensch und Welt – als Mensch Bestand zu haben, liegt für Camus im „existentiellen Sprung“ oder „philosophischen Suizid“ (frz. suicide philosophique). Dieser beschreibt den vom Menschen gestellten Anspruch einer intellektuellen Theorie, über die Unmöglichkeit von Sinnerkenntnis hinüberzuschreiten, um den Sinn selbst zu postulieren. Der absurde Mensch begrenzt jedoch seine Erwartungen an Sinnstiftung stets auf die ihm unmittelbaren Tatsachen, um nicht spekulativen Ideen, anstelle der unabdingbaren Sinnlosigkeit, und so dem „philosophischen Suizid“ zu erliegen. Dies soll den realen Suizid unabdingbar verneinen und stellt so das Sich-zur-Wehr-Setzen des absurden Menschen gegen die für ihn fremde und verschlossene Welt dar.
Das führt dann zur anderen Seite der Todeserfahrung bei Camus als ein Moment, das unabhängig vom eigentlichen endgültigen körperlichen Absterben als eine glückliche vorweggenommene Todeserfahrung im Diesseits beschrieben wird. In Der glückliche Tod, dem von ihm selbst nicht veröffentlichten Vorentwurf von Der Fremde, beschreibt er diesen aus der Sicht des Protagonisten Mersault als ein ewiges Ereignis im Bewusstsein. Mersault kauft gegen Ende des Romans ein Haus in einem Dorf am Meer. Nachdem er schwer krank geworden ist, stirbt er angeblich einen glücklichen, bewusst erlebten Tod: „Ein Stein zwischen Steinen, ging er in der Freude seines Herzens wieder in die Wahrheit der unbeweglichen Welten ein.“

### Die „permanente Revolte“ als Weg zur Überwindung des Absurden
Es gibt zwar keinen „Ausweg“ aus der absurden Situation des Menschen, dennoch kann das Absurde überwunden werden: durch die Annahme der absurden Situation seitens des Menschen. Der Mensch gesteht sich die Absurdität seiner Lage ein und akzeptiert sie, anstatt dem Irrglauben zu erliegen, er müsse sich durch Selbsttötung aus der Absurdität befreien. Vielmehr strebt er trotz allem (und auch das sei absurd) weiter, nach vorne. Der Mensch ist – ebenso wie bei anderen Vertretern des Existentialismus – ein Handelnder, ein Drängender. Sinnbild für diesen „absurden“ Menschen ist die mythologische Gestalt des Sisyphos (vgl. Der Mythos des Sisyphos).
In dem philosophischen Essay Der Mythos des Sisyphos illustriert Camus das Glücklichsein des absurden Menschen am Beispiel der mythologischen Figur, die dazu verdammt ist, einen Stein immer wieder von neuem auf einen Berg zu wälzen.
Dennoch löst sich der Widerspruch des Absurden durch diese „permanente Revolte“ nie ganz auf. Die Revolte ist notwendig, führt aber letztlich nie zum Ziel. Es ist in gewisser Hinsicht ein ewiges Aufstehen mit einem „höhnischen Trotzdem“, mit dem der absurde Mensch den Tag aufs Neue beginnt. Dieser Prozess selbst ist endlos. Jene Sicht der Revolte entzweite Camus und den inzwischen marxistischen Sartre, der sich eine gesellschaftliche Revolte vorstellte, die zum historischen Ziel des Kommunismus führen sollte.

### Menschliche Solidarität und Liebe als Werte
Schon in der Novellensammlung Das Exil und das Reich (L’Exil et le Royaume, 1952) und ansatzweise in Le Mythe de Sisyphe von 1942 wird deutlich, dass „solidaire“ (Beziehungen zu anderen Menschen) und „solitaire“ (Alleinsein) zwei Seiten derselben Medaille sind (s. die Schlusssequenz von Jonas oder der Künstler bei der Arbeit), das eine so einseitig wie das andere. Würde man sich entscheiden, beträte man einen Irrweg. Nach Camus sind die zwischenmenschlichen Beziehungen für sich betrachtet ebenso absurd wie die Situation des Menschen, der sich alleine der Natur gegenübersieht, die ihn allumfassend umgibt. Beides ist komplementär wie zwei Seiten eines Schriftstückes, die dem Leser nie zugleich bewusst sichtbar sind. Sie schließen sich aus und bedingen sich gleichzeitig. In der Pest versucht er eine Weiterentwicklung dieses Gedankens – allerdings persönlich wohl nicht überzeugt, eher der politischen Situation geschuldet. Es bleibt letztlich dabei, dass der Mensch „vor dem Sprung“ bleiben muss, um nicht einen der beiden sich bietenden einseitigen Irrwege zu beschreiten.
In Die Pest reicht die Revolte allein nun nicht mehr zur Sinngebung des Menschen aus. In ihrer scheinbar hoffnungslosen Situation und ihrem aussichtslosen Kampf dagegen finden die Menschen zur gegenseitigen Solidarität, zu Freundschaft und Liebe:

« À la fin, c’est trop bête de ne vivre que dans la peste. Bien entendu, un homme doit se battre […]. Mais s’il cesse de rien aimer par ailleurs, à quoi sert qu’il se batte? »

„Letztendlich ist es sehr dumm, nur mit der Pest zu leben. Ein Mensch muss natürlich kämpfen […]. Aber wenn es damit endet, dass er sonst nichts mehr liebt, wofür ist dann das Kämpfen gut?“

Ohne im Daseinskampf gewonnene Werte ergibt die Revolte keinen Sinn. Aber diese Werte müssen sich auf das richten, was wirklich existiert: auf die Menschen selbst. Was der Mensch braucht, ist „menschliche Wärme“ („chaleur humaine“).
Ähnlich thematisiert Camus in seinem Drama Der Belagerungszustand den Widerstand gegen jede Form der Inhumanität, politischer wie existentieller Art. Die spanische Stadt Cádiz ist als Schauplatz exemplarisch gewählt, weil dort in der Vergangenheit zum einen die Pest bereits gewütet hatte und die Stadt zum anderen eine wichtige Rolle in der spanischen Revolution von 1823 spielte, die in der Schlacht von Trocadero niedergeschlagen wurde. Ähnlich manchen Republikanern im Spanischen Bürgerkrieg gibt auch der Held Diego in diesem Drama trotz teils aussichtsloser Lage den Kampf nicht auf. Das Stück wurde daher oft als dramatische Variante des Romans Die Pest bezeichnet. Die Helden Bernard Rieux und Diego haben zwar manches gemeinsam, dennoch gibt es unterschiedliche Diskurse in beiden Werken.
In seinem Roman Der Fall (La chute, 1956) kritisiert Camus den oft heuchlerischen und oberflächlichen Charakter der menschlichen Beziehungen.

### Politische Haltung
Camus wandte sich in seinen Reden und Schriften gegen alle autoritären Staatsformen, insbesondere gegen den stalinistischen Sozialismus. Es ist jedoch keineswegs so, dass er Befürworter einer parlamentarischen Demokratie war. Vielmehr vertrat Camus einen Anarchosyndikalismus, bei dem die Produktionsmittel in den Händen der Gewerkschaften liegen. Bereits 1944 wünschte er sich eine „internationalistische Ökonomie, in der die Rohstoffe verstaatlicht werden, der Handel kooperativ organisiert und die kolonialen Absatzmärkte allen zugänglich gemacht werden und das Geld selbst Kollektivstatus erhält.“ Wenig später forderte er die „Vereinigten Staaten der Welt“, die „Abschaffung der Lohnarbeit“ und, „die Gewerkschaften an der Verwaltung des Volkseinkommens zu beteiligen“. 1951 betonte er zusammenfassend: „Meine Sympathien gelten den libertären Formen des Syndikalismus.“

## Kunst

### Bedeutung der Kunst im Werk von Camus
Das Absurde im Werk Albert Camus’ ist nur eine Diagnose. Danach gilt es für Camus eine Strategie gegen die vermeintliche Sinnlosigkeit der Welt zu entwickeln, die er im Wesentlichen der Kunst und dem Künstler überträgt. Sein Werk enthält nicht nur in Der Mensch in der Revolte (L’Homme révolté, 1951) dezidierte Aufforderungen, mit einer Revolte dem Absurden zu begegnen. Diese Revolte wird von Camus in seinen wichtigsten Schriften vor allem dem Künstler und damit der Kunst als eine permanente Aufgabe gestellt.
Die Kunst erscheint schon in seinen frühen Schriften wie in L’art de la communion (vor 1933): „… die Kunst kämpft gegen den Tod. Auf der Suche nach Unsterblichkeit gibt der Künstler einem vergeblichen Stolz, der eine gerechte Hoffnung ist, nach.“ Den Schlüsselsatz zum Verständnis des Absurden hat er schon 1942 geschrieben: „Die absurde Welt lässt sich nur ästhetisch rechtfertigen“, notiert er Ende 1942 in seinem Tagebuch. In Der Mythos des Sisyphos  (Le Mythe de Sisyphe) (1942) weist er auf die fundamentale Bedeutung der Kunst hin. Die Kunst steht im Dienst der Revolte, ohne die jede Revolte ihre Bestimmung verfehlen wird. Die Kunst versteht Camus als eine Revolte gegen die unvollkommene Welt. Der Künstler soll der Realität eine andere Form geben. Die Kunst ist weder Verweigerung noch Ablehnung dessen, was ist. Diese Balance gelingt dem Künstler nur, wenn er bereit ist, das Los aller zu teilen, und sein Werk nicht auf Hass und Missachtung gründet.
In Der Mensch in der Revolte (L’homme révolté) (1951) deutet er im 4. Kapitel Revolte und Kunst die Position und die Aufgabe des Künstlers: „Der Künstler erschafft die Welt auf seine Rechnung neu.“

### Kunst und Freiheit
Kunst und Freiheit sind in seinen theoretischen und fiktionalen Werken untrennbar miteinander verbunden. Die daraus resultierende Unabhängigkeit, nicht nur für die Kunst, auch den Ideologien gegenüber, wurde vom linken Lager nicht akzeptiert. Der Streit mit seinem Freund Jean-Paul Sartre, der auf die Rezension von Der Mensch in der Revolte (L’homme révolté) von Francis Jeanson in der Zeitschrift Les Temps Modernes folgte, führte zum definitiven Bruch ihrer Freundschaft. Heute zeigt sich vor allem wegen seiner Aussagen zur Kunst und zur Freiheit eine ungebrochene Aktualität seines Werkes, die Camus’ Forderungen und Positionen bestätigt. Für Rupert Neudeck, den Begründer des Unternehmens Cap Anamur war Die Pest (La peste) eine „Bibel der NGOs“. In Die Pest resümiert der Journalist Rambert, den der Arzt Rieux überzeugt hat, in der von der Pest heimgesuchten Stadt zu bleiben, seine Einsicht, die auch die Haltung ist, die Camus dem Künstler zuschreibt: „Ja, sagte Rambert, aber man kann sich schämen, wenn man ganz allein glücklich ist.“ Damit beantwortet er die Frage, die der Künstler Jonas als letzte Handlung auf seine leere Leinwand geschrieben hatte: „solitaire oder solidaire“.
Camus verstand sein Gesamtwerk als eine Interpretation ästhetischer Reflexionen, die immer wieder in seinen Tagebüchern erscheinen. Es ging ihm um die Auflehnung des Künstlers gegen die als absurd empfundene Welt, eine Revolte, die er den Ideologien, die die Freiheit der Kunst angreifen, nachdrücklich entgegenstellt: Im Frühjahr 1943 schreibt er „Die Kunst ist der Abstand, den die Zeit dem Leiden gibt.“ Ganz persönliche Eintragungen wie im Mai 1953 verweisen auf sein Selbstverständnis als Künstler: „Wenn ich meinen Leidenschaften nicht nachgegeben hätte, wäre ich vielleicht imstande gewesen, der Welt mitzuwirken, etwas in ihr zu ändern. Aber ich habe ihnen nachgegeben, und deshalb bin ich ein Künstler und weiter nichts.“
Seine Rede anlässlich der Entgegennahme des Nobelpreises für Literatur am 10. Dezember 1958 in Stockholm resümiert die Verbindung von Kunst und Freiheit, so wie er sie in seinem Gesamtwerk entwickelt hat. Die Kunst ist den Ideologien und der Politik überlegen. Nicht die Ideologien begründen die Freiheit, sondern sie wird nur durch die uneingeschränkte Ausübung der Kunst sichergestellt. In Stockholm gibt er einen Schlüssel zum Verständnis seines Gesamtwerkes. Camus spricht von der Kunst, ohne die er nicht leben könne. Sie dulde keine Einsamkeit. Der Künstler teile die Kunst mit allen. Der zweite Bezugspunkt ist die Schönheit. Die Kunst ist ein Mittel, möglichst viele Menschen zu erreichen: „Die Kunst ist in meinen Augen kein einsiedlerisches Vergnügen. Sie ist ein Mittel, die größtmögliche Zahl von Menschen anzurühren, indem sie ihnen ein beispielhaftes Bild der gemeinsamen Leiden und Freuden vorhält. Sie verlangt also vom Künstler, sich nicht abzukapseln; sie unterwirft ihn der bescheidensten und zugleich umfassendsten Wahrheit.“ Er warnt den Künstler davor, seine Unabhängigkeit aufzugeben, denn dann verlöre er die Kunst als ein Mittel, sie gegen Unterdrückung einzusetzen. Der Künstler kann keine Moral formulieren. Eine Definition für die Wahrheit gebe es nicht, sie müsse immer wieder neu bestimmt werden. „Camus justiert mit dieser Rede, die die Wörter absurd und Revolte nicht nennt, die Gewichte für die Interpretation seines Werkes.“

## Werke

### Originalausgaben
- Licht und Schatten (L’envers et l’endroit, 1937), in: Literarische Essays. Rowohlt, Hamburg 1959
- Caligula (1938), in: Dramen. Rowohlt, Hamburg 1959
- Hochzeit des Lichts. Impressionen am Rande der Wüste (Noces, 1938). Arche, Zürich 1954; Neuausgabe ebd. 2009, ISBN 978-3-7160-2634-2.
- Der Mythos des Sisyphos. Ein Versuch über das Absurde (Le mythe de Sisyphe, 1942). Karl Rauch Verlag, Bad Salzig/Düsseldorf 1950
- Der Fremde. Erzählung (L’étranger, 1942). Karl Rauch Verlag, Boppard/Bad Salzig 1948
- Das Missverständnis (Le malentendu, 1944), in: Dramen. Rowohlt, Hamburg 1959
- Die Pest. Roman (La peste, Paris 1947). Abendlandverlag, Innsbruck 1948
- Der Belagerungszustand (L’état de siège, 1948). Desch, München 1950
- Die Gerechten (Les justes, 1949), in: Dramen. Rowohlt, Hamburg 1959
- Der Mensch in der Revolte (L’homme révolté, 1951). Rowohlt, Hamburg 1953
- Heimkehr nach Tipasa (L’été, 1954). Arche, Zürich 1957
- Der Fall. Roman (La chute, 1956). Rowohlt, Hamburg 1957
- Das Exil und das Reich. Erzählungen (L’exil et le royaume, 1957). Rowohlt, Hamburg 1958
- Die Besessenen (Les possédés, 1959). Rowohlt, Hamburg 1960

### Postum erschienene Werke bzw. Ausgaben
- Fragen der Zeit. Essays. Rowohlt, Reinbek 1960, ISBN 3-499-22195-0.
- Kleine Prosa. Rowohlt, Reinbek 1961, ISBN 3-499-22190-X.
- Jonas oder Der Künstler bei der Arbeit. Gesammelte Erzählungen. Rowohlt, Reinbek 1966, ISBN 3-499-22286-8.
- Verteidigung der Freiheit. Politische Essays. Rowohlt, Reinbek 1968, ISBN 3-499-22192-6.
- Der glückliche Tod. Roman (La mort heureuse, 1971). Rowohlt, Reinbek 1972, ISBN 3-499-22196-9. (Frühe Version bzw. Vorgänger von Der Fremde)
- Tagebücher 1935–1951. Rowohlt, Reinbek 1972, ISBN 3-499-22194-2.
- Reisetagebücher. Rowohlt, Reinbek 1980, ISBN 3-499-22197-7.
- Tagebuch. März 1951–Dezember 1959. Rowohlt, Reinbek 1991, ISBN 3-499-22199-3.
- Weder Opfer noch Henker. Neudruck. Hg. Internationale der Kriegsdienstgegner/innen, Oppo, Berlin 1991 (Nachwort Wolfram Beyer)
- Der erste Mensch. Roman (Le premier homme, 1994). Rowohlt, Reinbek 1995, ISBN 3-499-13273-7. (Camus starb, als er am Manuskript arbeitete)
- Libertäre Schriften (1948–1960). Eingeleitet, kommentiert und übersetzt von Lou Marin. Laika, Hamburg 2013, ISBN 978-3-942281-56-0.
- Sämtliche Dramen. Rowohlt, Reinbek 2013, ISBN 978-3-498-00942-7.
- mit Jean Grenier: Briefwechsel 1932–1960. Mit den Erinnerungen Jean Greniers an Albert Camus. Alber, Freiburg im Breisgau 2013, ISBN 978-3-495-48621-4.
- Albert Camus, Maria Casarès. Correspondance inédite (1944–1959). Vorwort von Catherine Camus. Gallimard, Paris 2017, ISBN 978-2-07-274616-1.
  - Deutsche Ausgabe: Schreib ohne Furcht und viel. Eine Liebesgeschichte in Briefen 1944–1959, aus dem Französischen von Claudia Steinitz, Andrea Spingler, Tobias Scheffel. Rowohlt, Hamburg 2021, ISBN 978-3-498-00131-5.

Postum geschriebener Brief an Camus:
- Paul Pitous: Mon Cher Albert. Ein Brief an Albert Camus, übersetzt von Brigitte Große. Arche Verlag, Zürich 2014, ISBN 978-3-7160-2712-7.

### Biografisches (chronologisch)
- Jean-Claude Brisville: Camus. NRF Gallimard – Collection La bibliothèque idéale, Paris 1959, ISBN 978-2-07-021036-7.
- Germaine Brée: Albert Camus. Gestalt und Werk. Rowohlt, Reinbek 1960.
- Morvan Lebesque: Albert Camus in Selbstzeugnissen und Bilddokumenten. Monographien Nr. 50. Rowohlt, Reinbek 1960.
- Conor Cruise O’Brien: Albert Camus. Dtv, München 1971.
- Herbert R. Lottman: Camus. Eine Biographie. Hoffmann und Campe, Hamburg 1986 (zuerst Paris 1978).
- Patrick McCarthy: Camus: A Critical Study of His Life and Work. Hamish Hamilton, London 1982, ISBN 978-0-241-10603-7.
- Roger Grenier: Album Camus : iconographie choisie et commentée. Gallimard – Collection Albums de la Pléiade (n° 21). Paris 1982, ISBN 978-2-07-011045-2.
- Friedrich Wilhelm Bautz: CAMUS, Albert. In: Biographisch-Bibliographisches Kirchenlexikon (BBKL). Band 1, Bautz, Hamm 1975. 2., unveränderte Auflage. Hamm 1990, ISBN 3-88309-013-1, Sp. 904–907 (Artikel/Artikelanfang im Internet-Archive).
- Brigitte Sändig: Albert Camus. Eine Einführung in Leben und Werk. Reclams Universalbibliothek Nr. 1006. Leipzig 1983.
  - dies.: Albert Camus. Monographien Nr. 544. Rowohlt, Reinbek 1995; wieder: Monographien Nr. 635, Reinbek 2000, ISBN 3-499-50635-1.
  - Camus. Das Bild eines Schriftstellers und seiner Epoche. Biographien Nr. 169. Heyne, München 1988.
- Heiner Feldhoff: Paris, Algier. Die Lebensgeschichte des Albert Camus. Beltz & Gelberg, Weinheim 1991 und 1998.
- Emmanuel Roblès: Camus, frère de soleil. Éditions du Seuil, Paris 1995, ISBN 978-2-02-025174-7.
- Lou Marin: Ursprung der Revolte. Albert Camus und der Anarchismus. Graswurzelrevolution, Heidelberg 1998, ISBN 3-9806353-0-9.
- Alain Vircondelet: Albert Camus, vérité et légendes. Photographies : collection Catherine et Jean Camus. Éditions du Chêne, Paris 1998, ISBN 978-2-84277-108-9.
- Stephen Eric Bronner: Camus: Portrait of a Moralist. University of Minnesota Press, Minneapolis 1999, ISBN 978-0-8166-3284-8.
- Olivier Todd: Albert Camus. Ein Leben. Rowohlt, Reinbek, 1999, ISBN 3-498-06516-5.
- Marie-Laure Wieacker-Wolff: Albert Camus. Dtv, München 2003, ISBN 3-423-31070-7.
- Neil Helms, Harold Bloom: Albert Camus. Chelsea House Publications, coll. « Bloom's BioCritiques », New York 2003, ISBN 978-0-7910-7381-0.
- Pierre-Louis Rey: Camus. L'homme révolté. Collection Découvertes Gallimard (n° 488), Série Littératures. Paris 2006, ISBN 978-2-07-031828-5.
- Elizabeth Hawes: Camus, A Romance. Grove/Atlantic, Inc., New York 2009, ISBN 978-0-8021-1889-9.
- Catherine Camus:  Albert Camus : solitaire et solidaire. Éditions Michel-Lafon, Neuilly-sur-Seine 2009, ISBN 978-2-7499-1087-1.
- Jeanyves Guérin: Dictionnaire Albert Camus. Laffont, Paris 2010, ISBN 978-2-221-10734-8.
- Virgil Tănase: Camus. Gallimard – Collection Folio biographies (n° 65), Paris 2010, ISBN 978-2-07-034432-1.
- Robert Zaretsky: Albert Camus: Elements of a Life. Cornell University Press, Ithaca, United States 2010, ISBN 978-0-8014-7907-6.
- Ève Morisi: Albert Camus contre la peine de mort. Gallimard, Paris 2011, ISBN 978-2-07-013554-7.
- Michel Onfray: L’ordre libertaire. La vie philosophique d’Albert Camus. Flammarion, Paris 2012, ISBN 978-2-08-126441-0. Deutsche Ausgabe: Im Namen der Freiheit. Leben und Philosophie des Albert Camus. Übersetzt von Stephanie Singh. Knaus, München 2013, ISBN 978-3-8135-0533-7.
- Martin Meyer: Albert Camus – Die Freiheit leben. Hanser, München 2013, ISBN 978-3-446-24353-8.
- Iris Radisch: Camus: Das Ideal der Einfachheit. Eine Biographie. Rowohlt, Reinbek 2013, ISBN 978-3-498-05789-3.
- Catherine Camus: Le monde en partage. Itinéraires d'Albert Camus. Gallimard – Albums Beaux Livres, Paris 2013, ISBN 978-2-07-014094-7.
- André Comte-Sponville, Laurent Bove, Patrick Renou: Camus: de l'absurde à l'amour : lettres inédites d'Albert Camus. Éditions Paroles d'Aube, ISBN 978-2-909096-41-4.
- Raymond Gay-Crosier, Agnès Spiquel: Cahier de L'Herne Camus.  Éditions de L'Herne, Paris 2013, ISBN 978-2-85197-172-2.
- Robert Zaretsky: A Life Worth Living: Albert Camus and the Quest for Meaning. Harvard University Press, Cambridge, Massachusetts 2013, ISBN 978-0-674-72476-1.
- Bernd Oei: Albert Camus – Revolution und Revolte. Tectum Wissenschaftsverlag, Baden-Baden 2020.
- Holger Vanicek: Die Zerrissenheit – Albert Camus’ Tanz unter dem Schwert. Verlag Graswurzelrevolution, Heidelberg 2022, ISBN 978-3-939045-49-6.

### Zum Werk
- Stephan Leopold: Problematische Hegemonie, libidinöse Investition. Zur Frage kolonialer Allegoriebildung am Beispiel von Albert Camus’ L’Étranger und Kateb Yacines „Nedjma“, in Zs. Lendemains. Études comparées sur la France – Vergleichende Frankreichforschung # 130/131, Narr, Tübingen 2008 ISSN 0170-3803 S. 162–198[38]
- Jacqueline Lévi-Valensi (Hrsg.): Albert Camus – Journalist in der Résistance. Aus dem Französischen übersetzt von Lou Marin, Laika Verlag, Hamburg 2014, ISBN 978-3-944233-24-6 (Band I) und ISBN 978-3-944233-25-3 (Band II).[39]
- Walter Neuwöhner: Ethik im Widerspruch. Zur Entfaltung der Sittlichkeit unter dem Vorzeichen des Unglaubens, dargetan an den Essays „Le Mythe de Sisyphe“ und „L’Homme révolté“ von Albert Camus. Peter Lang, Frankfurt 1985.
- Leo Pollmann: Sartre und Camus. Literatur der Existenz. Reihe: Sprache und Literatur, 40. Kohlhammer, Stuttgart 1967
- Johannes Pfeifer: Sinnwidrigkeit und Solidarität. Beiträge zum Verständnis von Albert Camus. Die Spur, Berlin 1969
- Heinz Robert Schlette:
  - Wege der Deutschen Camus-Rezeption. WBG, Darmstadt 1975
  - Rejoindre les Grecs. Griechen und Christen bei Albert Camus. In: Jahrbuch für Antike und Christentum. Nr. 42, Aschendorff Verlag, Münster 1999, S. 5–19
- Lou Marin: Ursprung der Revolte. Albert Camus und der Anarchismus. Graswurzelrevolution, Heidelberg 1998, ISBN 3-9806353-0-9
- Lou Marin (Hrsg.): Albert Camus: Libertäre Schriften (1948–1960), Laika Verlag, Hamburg, 2013, ISBN 978-3-942281-56-0
- Asa Schillinger-Kind: Albert Camus zur Einführung. Reihe: Zur Einführung, 299. Junius, Hamburg 1999, ISBN 3-88506-309-3
- Florian Russi: Albert Camus. Philosoph des Absurden. (In der Reihe: Philosophie für unterwegs). Mitteldeutscher Verlag, Halle 2022, ISBN 978-3-96311-610-0
- Hartmut Sommer: Das Absurde und das Licht. Albert Camus und das Licht der Provence, in: Revolte und Waldgang – Die Dichterphilosophen des 20. Jahrhunderts, Lambert Schneider, Darmstadt 2011, ISBN 978-3-650-22170-4
- Jean Firges: Camus. Das Absurde und die Revolte. Exemplarische Reihe Literatur und Philosophie. Sonnenberg, Annweiler 2000, ISBN 3-933264-03-0
- Heiner Wittmann: Sartre, Camus und die Kunst. Die Herausforderung der Freiheit. Hrsg. v. Dirk Hoeges. Dialoghi/Dialogues. (= Literatur und Kultur Italiens und Frankreichs. 18). Frankfurt 2020, ISBN 978-3-631-83653-8
  - dsb.: Albert Camus. Kunst und Moral. Hg. Dirk Hoeges. Reihe: Dialoghi/Dialogues. Literatur und Kultur Italiens und Frankreichs, 6. Peter Lang, Frankfurt 2002, ISBN 3-631-39525-6
  - dsb.: Sartre and Camus in Aesthetics. The Challenge of Freedom. Hg. Dirk Hoeges. Reihe: Dialoghi/Dialogues. Literatur und Kultur Italiens und Frankreichs, 13. ebd. 2009, ISBN 978-3-631-58693-8
- Brigitte Sändig: Albert Camus. Autonomie und Solidarität. Königshausen & Neumann, Würzburg 2004, ISBN 3-8260-2630-6
- Horst Wernicke (Hrsg.): Albert Camus – René Char. Einsam und gemeinsam. Spuren einer Freundschaft. Osiris. Zeitschrift für Literatur und Kunst, 5. Rimbaud, Aachen 1998. ISBN 3-89086-829-0 Inhalt: Rimbaud Verlag – Osiris. Zeitschrift für Literatur und Kunst
- Anne-Kathrin Reif: Die Welt bietet nicht Wahrheiten, sondern Liebesmöglichkeiten. Zur Bedeutung der Liebe im Werk von Albert Camus. Wuppertal 1999 Online (PDF; 1,3 MB)
- Anne-Kathrin Reif: Albert Camus – Vom Absurden zur Liebe. Djre Verlag, Königswinter 2013. ISBN 978-3-9816109-0-1
- Wolf-Dieter Narr: Die Aktualität des anarchistischen Kampfes. Vor 50 Jahren starb Albert Camus. Lust, sich mit ihm auseinanderzusetzen, macht: „Ich revoltiere, also sind wir“. in Zs. Graswurzelrevolution Nr. 345, 2010, S. 22 online
- Rupert Neudeck: Die politische Ethik bei Jean Paul Sartre und Albert Camus. Diss. phil., Bonn 1975, ISBN 3-416-01008-6
- Andreas Michel-Andino: Denken in der Krise, Ökologisches Denken bei Albert Schweitzer, Max Horkheimer, Albert Camus und Bertrand Russell, Hamburg 1991 (Philosophische Dissertation Bonn), ISBN 3-926952-57-1
- Dennis Sölch/Oliver Victor (Hrsg.): Albert Camus - ein Philosoph wider Willen? Zur Geschichte und Gegenwart seines Denkens. Schwabe Verlag, Berlin, 2022, ISBN 978-3757400866

## Verfilmungen
- Fritz Umgelter verfilmte Der Belagerungszustand 1963 als Fernsehfilm für den WDR. Hauptdarsteller waren Hellmut Lange (Diego), Wolfgang Kieling (Pest), Hilde Krahl (Sekretärin) und Richard Münch (Nada).[40]
- Luchino Visconti verfilmte Der Fremde 1967; Hauptdarsteller war Marcello Mastroianni.
- Luis Puenzo verfilmte Die Pest 1992; Hauptdarsteller war William Hurt.
- Frank Castorf inszenierte 1999 an der Volksbühne Berlin Camus’ Bühnenfassung Die Besessenen des Dostojewskij-Romans Die Dämonen mit u. a. Henry Hübchen und Martin Wuttke. „Für den Film ‚Dämonen‘ (2000) wurde die am Theater erarbeitete Spielweise mit der Kulisse nach draußen gebracht und teilweise mit Handkamera gefilmt.“ (VideoWoche)
- Die Gerechten. Deutsches Fernsehspiel, Hessischer Rundfunk 1959; Regie: Rolf Hädrich[41]
- Loin des hommes (Den Menschen so fern), nach der Erzählung „L'Hôte“ („Der Gast“), Regie: David Oelhoffen, Frankreich 2014

## Hörspiele
- Frank-Erich Hübner führte Regie beim dreiteiligen Hörspiel Die Pest nach dem gleichnamigen Roman, WDR/NDR 2010, Laufzeit 150 Min.[42]